# Interrogatio Johannis
De Interrogatio Johannis ( Vragen van Johannes) ook wel het  boek van de geheime maaltijd was de belangrijkste religieuze tekst van de bogomielen. De oorspronkelijke tekst was waarschijnlijk Grieks of Kerkslavisch. Vanaf  eind twaalfde eeuw werd de tekst meerdere malen vertaald in het Latijn en werd vervolgens ook bij de katharen een belangrijke tekst. 
Er zijn twee versies in het Latijn bewaard gebleven. Het eerste document werd gevonden in de archieven van de inquisitie in  Carcassonne. Het tweede werd gevonden in de Österreichische Nationalbibliothek in Wenen. Er zijn aanzienlijke verschillen tussen die twee versies, die wijzen op een onafhankelijk van elkaar tot stand gekomen vertaling van verschillende manuscripten die ook aanzienlijke verschillen moeten hebben gehad. Waarschijnlijk is de oorspronkelijke Griekse of Kerkslavische versie eeuwen voor de vertalingen geschreven. 
Het in Carcassonne gevonden document heeft een annotatie dat dit een Latijnse vertaling is van een vroeger document dat rond 1190 vanuit Bulgarije (het kerngebied van de bogomielen) naar Italië gebracht werd door de kathaarse bisschop van Concorezzo. Daarna kwam het document in  Carcassonne terecht. Dat moet voor 1209 gebeurd zijn, het jaar waarin de vervolging van de katharen aanvangt.

## Inhoud
In het verhaal is sprake van een geheime maaltijd in het Koninkrijk Gods waar Johannes een groot aantal vragen aan Jezus stelt. Uit de antwoorden van Jezus wordt duidelijk dat Satan oorspronkelijk een bijzonder hoge positie in de goddelijke hemel bezat, vlak bij de troon van de Onzichtbare Vader. Satan wenste echter de gelijke van God te zijn, kwam in opstand en verleidde een groot aantal engelen uit de eerste vijf hemelen hem te volgen. God smeet Satan uit het goddelijk domein die daarna de zichtbare, materiële wereld schept. Hij creëert de mens naar zijn eigen gelijkenis door een lichaam van klei te maken dat hij in bezit laat nemen door een engel die Satan was gevolgd. Zo werd Adam geschapen, Vervolgens creëert hij op dezelfde wijze Eva. Via de slang heeft Satan geslachtsgemeenschap met Eva en haar kinderen zijn dan ook kinderen van Satan. Nadat Satan zijn schepping voltooid had en de mensen had afgesneden van het koninkrijk Gods pochte hij: 'Ik ben God en er is geen andere buiten mij'.
Jezus vertelt daarna dat God een engel in de gestalte van Maria naar de wereld zond. Jezus daalde van de zevende hemel af naar de aarde en werd via haar oor geboren. Jezus waarschuwt hierna nog dat alleen een doop in de geest van Jezus zelf tot verlossing zal leiden. In het laatste deel van het boek vertelt Jezus dat op de Dag des oordeels diegenen die een immoreel leven hebben geleid zullen eindigen in een eeuwig vuur. Satan zal gebonden worden en ook in het vuur geworpen worden.  
Er zijn in dit verhaal elementen die parallellen hebben in enkele gnostische Nag Hammadigeschriften. Ook in een aantal gnostische geschriften heeft de schepper, de demiurg, dan wel zijn handlangers geslachtsgemeenschap met Eva. Kaïn en Abel worden op deze wijze verwekt. 
In het Apocryphon van Johannes roept de demiurg: 'Ik ben een jaloerse god, er is geen god buiten mij'. Ook in de Oorsprong van de Wereld  en het Wezen van de Wereldheersers roept de demiurg uit dat hij de enige god is en er geen andere is buiten hem. 
Het zijn gnostische interpretaties van het  'want Ik, Jahwe uw God, Ik ben voor hen die Mij haten een jaloerse God ...' uit Exodus 20:5 of 'Ik ben de Heer, er is geen ander, buiten mij is geen God.' uit Jesaja 45:5. 
Het is aannemelijk, dat de auteur van de Interrogatio Johannis bekend was met de tekst van het  Apocryphon van Johannes. 